# Halte Westerblokker

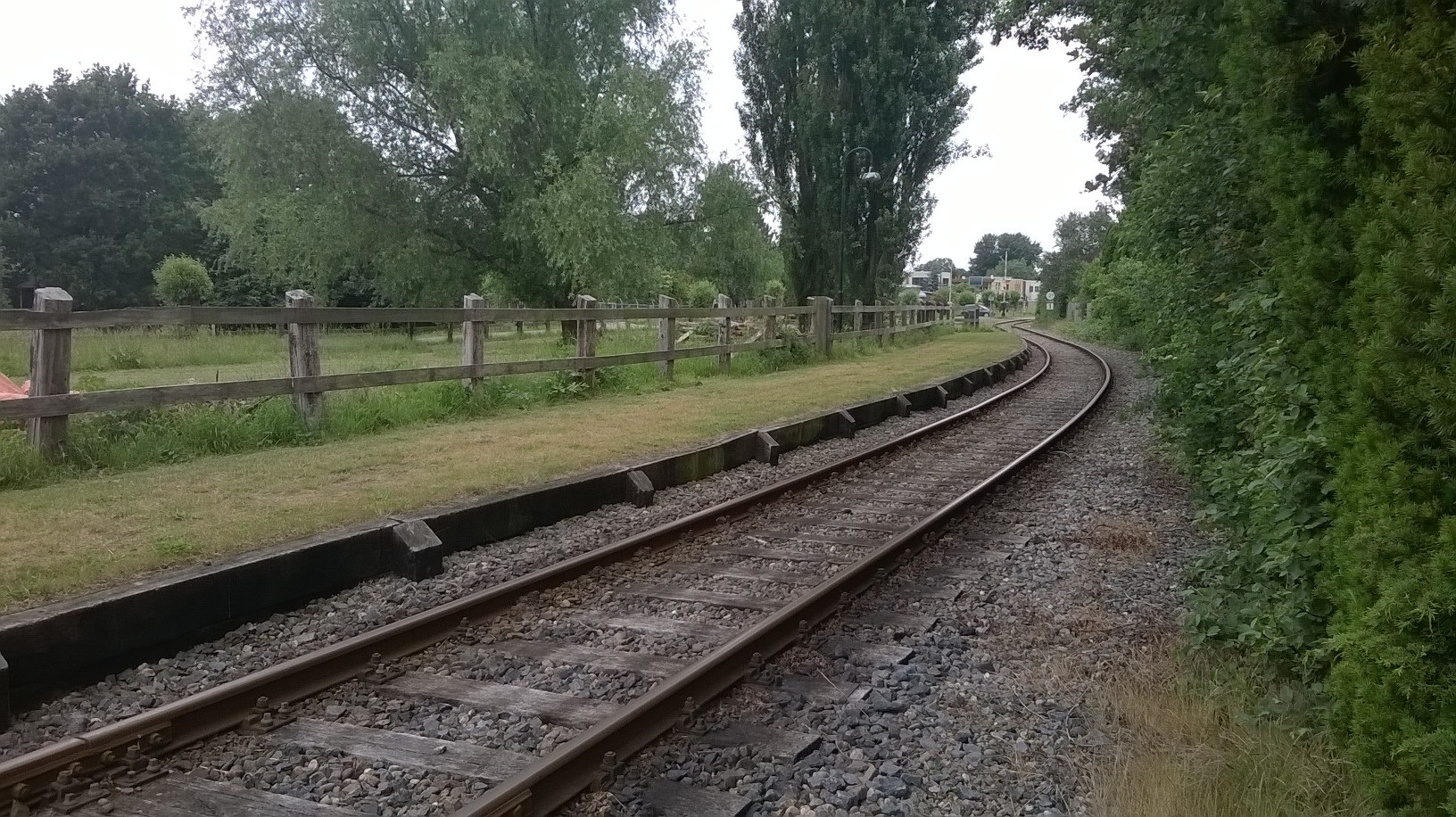
Voormalige halte Westerblokker

Halte Westerblokker (telegrafische code: wbl) is een voormalig stopplaats aan de Nederlandse spoorlijn Hoorn - Medemblik, destijds aangelegd en geëxploiteerd door de Locaalspoorwegmaatschappij Hollands Noorderkwartier (HN). De halte lag ten noordoosten van de stad Hoorn nabij het toenmalige dorp Westerblokker. Aan de spoorlijn werd de halte voorafgegaan door halte Hoorn Koepoortsweg en gevolgd door station Zwaag. Halte Westerblokker werd geopend op 3 november 1887 en gesloten op 22 mei 1932. In de Tweede Wereldoorlog is de halte tijdelijk weer geopend geweest. Bij de halte was een laag, langwerpig stationsgebouw aanwezig.
0: Tramstation Hoorn ·
1: Hoorn Koepoortsweg ·
2: Westerblokker ·
4: Zwaag ·
5: Zwaagdijk ·
6: Wognum-Nibbixwoud ·
7: Wijzend ·
9: Benningbroek-Sijbekarspel ·
10: Abbekerk-Lambertschaag ·
14: Midwoud-Oostwoud ·
16: Twisk ·
18: Opperdoes ·
19: Opperdoes Oosteinde ·
20: Medemblik
Alkmaar ·
-Noord ·
Amsterdam:
-Amstel ·
-ArenA ·
-Bijlmer ArenA · 
-Centraal ·
-Holendrecht ·
-Lelylaan ·
-Muiderpoort ·
-RAI ·
-Science Park ·
-Sloterdijk ·
-Zuid ·
Anna Paulowna ·
Beverwijk ·
Bloemendaal ·
Bovenkarspel:
-Flora ·
-Grootebroek ·
Bussum Zuid ·
Castricum ·
Den Helder ·
-Zuid ·
Diemen ·
-Zuid ·
Driehuis ·
Duivendrecht ·
Enkhuizen ·
Haarlem ·
-Spaarnwoude ·
Halfweg-Zwanenburg ·
Heemskerk ·
Heemstede-Aerdenhout ·
Heerhugowaard ·
Heiloo ·
Hilversum ·
-Media Park ·
-Sportpark ·
Hollandsche Rading ·
Hoofddorp ·
Hoogkarspel ·
Hoorn ·
-Kersenboogerd ·
Koog aan de Zaan ·
Krommenie-Assendelft ·
Naarden-Bussum ·
Nieuw Vennep ·
Obdam ·
Overveen ·
Purmerend ·
-Overwhere ·
-Weidevenne ·
Santpoort:
-Noord ·
-Zuid ·
Schagen ·
Schiphol Airport ·
Uitgeest ·
Weesp ·
Wormerveer ·
Zaandam ·
-Kogerveld ·
Zaandijk Zaanse Schans ·
Zandvoort aan Zee
Stations van de Museumstoomtram Hoorn-Medemblik:
Tramstation Hoorn · 
Zwaag ·
Wognum-Nibbixwoud ·
Twisk ·
Opperdoes ·
Medemblik
Voormalige stations: zie de lijst van voormalige spoorwegstations in Noord-Holland